# Catephia melas
Catephia melas är en fjärilsart som beskrevs av Bethune-Baker 1906. Catephia melas ingår i släktet Catephia och familjen nattflyn. Inga underarter finns listade i Catalogue of Life.